# Liliya Doʻsmetova
Liliya Doʻsmetova (russisch Лилия Дусметова Lilija Dusmetowa; * 11. Februar 1981) ist eine ehemalige usbekische Leichtathletin, die sich auf den Speerwurf spezialisiert hat.

## Sportliche Laufbahn
Erste internationale Erfahrungen sammelte Liliya Doʻsmetova vermutlich im Jahr 1999, als sie bei den Juniorenasienmeisterschaften in Singapur mit einer Weite von 44,00 m den siebten Platz im Speerwurf belegte. 2003 siegte sie mit 50,21 m bei den Zentralasienspielen in Duschanbe und im Jahr darauf nahm sie an den Olympischen Sommerspielen in Athen teil und schied dort mit 52,46 m in der Qualifikationsrunde aus. 2005 belegte sie bei den Asienmeisterschaften in Incheon mit 54,52 m den vierten Platz und auch bei den Leichtathletik-Asienmeisterschaften 2007 in Amman wurde sie mit 51,34 m Vierte. 2009 gelangte sie bei den Asienmeisterschaften in Guangzhou mit 52,25 m auf den fünften Platz und beendete daraufhin ihre aktive sportliche Karriere im Alter von 28 Jahren.
2003 wurde Doʻsmetova usbekische Meisterin im Speerwurf.